# Jean Baptiste Arnaud (général)
Pour les articles homonymes, voir Jean-Baptiste Arnaud et Arnaud.
Jean Baptiste Arnaud, né le 24 mars 1754 à Carcassonne, mort le 19 avril 1823 à Montargis (Loiret), est un général français de la Révolution et de l’Empire.

## Biographie
Soldat le 1er septembre 1772 au régiment de Vexin, caporal le 10 août 1780, et sergent le 6 août 1783, Arnaud fait les campagnes de 1781 à 1783 à bord du vaisseau le Majestueux.
Congédié le 1er février 1791, il passe le 1er mars suivant comme adjudant-major dans la garde nationale, le 10 août en qualité de capitaine au 2e bataillon de volontaires de l'Aude, le 9 mars 1793 chef de bataillon dans le même corps, amalgamé en l'an III dans la 147e demi-brigade, devenue 4e demi-brigade en l'an IV, et 4e régiment de ligne en l'an XII. Il fait les campagnes de 1792 à l'armée d'Italie, de 1793 à l'an XIII à l'armée des Pyrénées, et de l'an IV  à l'an IX aux armées d'Italie, d'Angleterre, de Hollande et du Rhin.
Le 23 avril 1793, à l'armée des Pyrénées-Occidentales, à la tête de 250 hommes, il reprend la redoute dite de Louis XIV, avec toute l'artillerie qui la défendait, et le 30 avril du même mois le camp de Jolimont, ainsi que 2 pièces de canon abandonnées. Le 27 juin de la même année, il fait prisonnier de guerre le général espagnol Roussignac, un colonel et un détachement de 200 hommes, officiers et soldats. Le 19 prairial an II, il sauve la vie au Représentant en mission Soubrany, enveloppé dans une charge de cavalerie ennemie. Le 22 frimaire an IV, à l'armée d'Italie, il s'empare de 2 pièces de canon, de leurs caissons et du détachement qui les défendait. Blessé d'un coup de feu au bras droit le 24 germinal de la même année à l'attaque du château de Cosseria, il l'est encore aux deux cuisses à la bataille de Castiglione le 16 thermidor suivant, au moment où il s'empare d'une pièce de canon. À la bataille d'Engen (armée du Rhin) le 13 floréal an VIII, il reçoit un coup de feu au pied gauche.

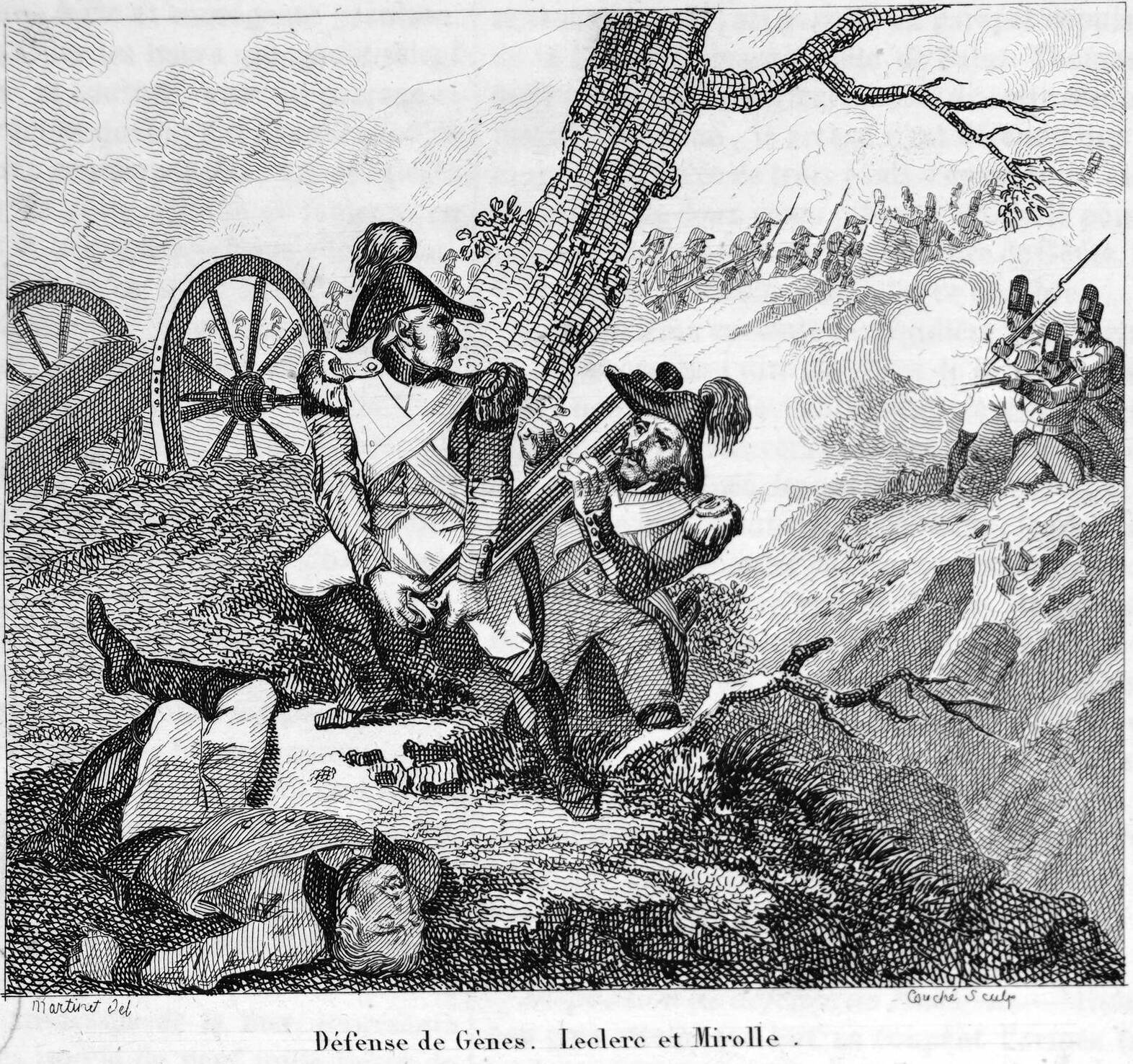
Bataille autour de Gènes.

Nommé chevalier de la Légion d'honneur le 25 prairial an XII, et colonel du 58e de ligne le 30 vendémiaire an XIII, il fait partie de la Grande Armée de l'an XIV à 1807, suit les opérations en Autriche (1805), en Prusse (1806) et en Pologne (1807), et est blessé à Friedland le 14 juin 1806.
Nommé officier de la Légion d'honneur le 21 janvier 1808, élevé au grade de général de brigade le 13 septembre 1808, avec le titre de baron de l'Empire, il passe en Espagne le 28 du même mois, et fait la guerre dans la péninsule depuis la fin de 1808 jusqu'en 1814.
Attaché à la 2e division d'arrière-garde, en Navarre, le 30 juillet 1810, il prend le commandement de Pampelune le 2 octobre de la même année, se trouve au siège de Badajoz en 1811, et s'y distingue d'une manière particulière. Commandant d'armes de 2e classe à Perpignan le 7 juillet 1813, il soutient le siège de cette place en 1814, est nommé chevalier de Saint-Louis le 31 janvier 1815, et admis à la retraite le 9 septembre de la même année.
Retiré à Montargis (Loiret), il meurt le 19 avril 1823.

## Armoiries
| Figure | Blasonnement |
|        | Armes du baron Arnaud et de l'Empire Écartelé : au 1, de sable, à deux étoiles accostées d'or ; au 2 du quartier des Barons militaires de l'Empire ; 3, d'azur, au casque de profil d'or, panaché d'argent ; au 4, d'or, au lévrier rampant de sable, colleté d'argent., |